# Francisco Martín Arrué
Francisco Martín Arrué (1850 - 21 de setembre de 1915) fou un militar i historiador espanyol, general de divisió i membre de la Reial Acadèmia de la Història.

## Biografia
Era d'ascendència basca per part de mare i el 1866 ingressà a l'Acadèmia d'Infanteria de Toledo, on el 1869 assolí el grau d'alferes. Lluità a la tercera guerra carlina, durant la qual fou ascendit a tinent (1872) i a capità (1874). El 1879 va assolir el grau de comandant, va rebre la grau creu de l'Orde d'Isabel la Catòlica i fou professor a l'Acadèmia d'Infanteria de Toledo. Va col·laborar a les publicacions Revista Científico Militar, Memorial de Infantería i Anales del Ejército y de la Armada i als diaris El Imparcial, Blanco y Negro i Nuevo Mundo.
Assolí el grau de tinent coronel en 1893, a coronel en 1898 i a general de divisió el 1913. El 1908 va rebre la gran creu de l'Orde de Sant Hermenegild i el 1910 la Gran Creu del Mèrit Militar.
El 1914 ingressà en la Reial Acadèmia de la Història. El mateix any fou nomenat subsecretari del Ministeri de Guerra d'Espanya. Poc abans de morir el 1915 fou nomenat vocal i fiscal del Consell Suprem de Justícia Militar així com secretari de la Junta de Defensa Nacional.

## Obres
- La guerra hispano-marroquí
- Curso de Historia militar (1897)
- Las campañas del duque de Alba (1879, 3 toms)
- Las campañas de Pedro Navarro
- Historia del Alcázar de Carlos V en Toledo (2889, en col·laboració amb Eugenio de Olavarría y Huarte)
- Soledad, la cuerda de cáñamo (novel·la)
- Un matrimonio por amor (novel·la)
- Representación de don Pedro Calderón de la Barca en la historia del teatro español (memòria)